# Charlotte (Tennessee)
Charlotte es un pueblo ubicado en el condado de Dickson en el estado estadounidense de Tennessee. En el Censo de 2010 tenía una población de 1.235 habitantes y una densidad poblacional de 274,04 personas por km².

## Geografía
Charlotte se encuentra ubicado en las coordenadas 36°10′55″N 87°20′50″O / 36.18194, -87.34722. Según la Oficina del Censo de los Estados Unidos, Charlotte tiene una superficie total de 4.51 km², de la cual 4.51 km² corresponden a tierra firme y (0%) 0 km² es agua.

## Demografía
Según el censo de 2010, había 1.235 personas residiendo en Charlotte. La densidad de población era de 274,04 hab./km². De los 1.235 habitantes, Charlotte estaba compuesto por el 87.53% blancos, el 9.8% eran afroamericanos, el 0.08% eran amerindios, el 0% eran asiáticos, el 0% eran isleños del Pacífico, el 1.21% eran de otras razas y el 1.38% pertenecían a dos o más razas. Del total de la población el 2.43% eran hispanos o latinos de cualquier raza.